# Brocchinia steyermarkii
Brocchinia steyermarkii är en gräsväxtart som beskrevs av Lyman Bradford Smith. Brocchinia steyermarkii ingår i släktet Brocchinia och familjen Bromeliaceae. Inga underarter finns listade i Catalogue of Life.